# Filip Nikolic
Filip Nikolic (ur. 1 września 1974 w Saint-Ouen, zm. 16 września 2009 w Paryżu) – francuski piosenkarz, kompozytor i aktor pochodzenia serbskiego, najbardziej znany jako lider francuskiego boys bandu 2Be3.

## Życiorys

### Wczesne lata
Urodził się w Saint-Ouen, w regionie Île-de-France, w departamencie Sekwana-Saint-Denis. Jego rodzice pochodzą z Jugosławii. Dorastał z siostrą Jessicę i bratem Såsą w Longjumeau, w regionie Île-de-France, w departamencie Essonne.
Jako chłopiec był mistrzem Francji w gimnastyce.

### Kariera
W latach 1996-2001 wraz z Adel'em Kachermi i Frankiem Delay tworzył francuski boys band o nazwie 2Be3. Zadebiutował na ekranie w Simon wkracza do akcji (Simon Sez, 1999) u boku Dennisa Rodmana. W latach 2006–2007 występował na scenie w spektaklu Viens chez moi, j'habite chez une copine, a w 2009 grał w sztuce Drôle de parents. 17 kwietnia 2011 ukazał się jego album, zatytułowany L’ange est là.

### Śmierć
16 września 2009 został znaleziony martwy w swoim domu w Paryżu. Miał 35 lat. Według jego adwokata, który poinformował o śmierci, przyczyną zgonu mógł być zawał mięśnia sercowego lub przedawkowanie leków nasennych. Pochowany został 24 września w Longjumeau.

### Życie prywatne
W 1998 związał się z Valérie Bourdin, z którą miał córkę Sashę (ur. w styczniu 2005).

## Dyskografia

### Z trio 2Be3
- 1997: Partir un jour
- 1998: 2Be3
- 1999: Bercy 98
- 2001: L'essentiel des 2Be3
- 2001: Excuse my french

## Filmografia

### Filmy fabularne
- 1999: Simon wkracza do akcji (Simon Sez) jako Michael Gabrielli
- 2008: Fracassés jako Marc

### Seriale TV
- 1997: Pour être libre jako Filip
- 2006: Navarro jako Yann Boldec
- 2006: Navarro jako Boldec
- 2007: Brigade Navarro jako Boldec

### Filmy krótkometrażowe
- 2002: Trou de mémoire
- 2003: Le cas d'Ô jako Le marchand
- 2004: Fantasmes